# Hypopetalia
Hypopetalia é um género de libelinha da família Austropetaliidae.
Este género contém as seguintes espécies:
- Hypopetalia pestilens